# 小行星9393
小行星9393（9393 Apta）是一颗绕太阳运转的小行星，为主小行星带小行星。该小行星于1994年8月10日发现。

## 轨道参数
小行星9393的轨道半长轴为2.6045093 UA，离心率为0.103。